# Lina Canalejas
Lina Canalejas est une actrice espagnole née le 29 janvier 1932 à Madrid et morte le 1er septembre 2012 à Tres Cantos (Communauté de Madrid). Elle a joué pour Fernando Fernán Gómez, Carlos Saura et Pedro Almodóvar. C'est la sœur de José Canalejas.

## Filmographie partielle
- 1956 : Le Petit Vagabond (El Pequeño ruiseñor) : la mère de Joselito
- 1960 : Opération Lèvres Rouges (Labios rojos) de Jesús Franco : Tina
- 1964 : El extraño viaje de Fernando Fernán Gómez - Beatriz López
- 1965 : El Mundo Sigue de Fernando Fernán Gómez - Eloísa
- 1970 : Le Jardin des délices de Carlos Saura - La tante
- 1974 : La Secrétaire (Cebo para una adolescente) de Francisco Lara Polop - Teresa
- 1974 : La Cousine Angélique de Carlos Saura - Angélica
- 1983 : Dans les ténèbres de Pedro Almodóvar - Sœur Vipère